# Rufus Ewing
Rufus Washington Ewing (ur. 1967? w Blue Hills) – polityk Turks i Caicos. premier od 13 listopada 2012 do 20 grudnia 2016. Członek Postępowej Partii Narodowej.